# 若林仁 (野球)
若林 仁（わかばやし ひとし、1956年11月5日 - ）は、山梨県南巨摩郡南部町出身の元プロ野球選手（投手）。

## 来歴・人物
中学時代は捕手であったが、1972年に進学した身延高校で投手に転向。2年次の1973年には秋季関東大会県予選決勝に進むが、日川高に敗退。3年次の1974年には春季関東大会県予選で36イニング連続無失点を記録し本大会に進出すると、準々決勝ではエース工藤一彦を欠く土浦日大を降すが、準決勝で鹿沼商工に敗れた。同年夏の甲子園県予選は準決勝で塩山商に敗退し、甲子園には出場できなかった。
同年のドラフト4位でロッテオリオンズに入団。球質とを武器にしたほか、投球フォームの美しさには定評があった。1年目の1975年、広島とのオープン戦第1試合で20年目の若生智男と3イニングを投げ合った。180cm、80kgから投げ込む球質の重い快速球、大きく割れるカーブ、シュートと投球にも幅があり、首脳陣からは「ドラフト1位の菊村徳用より球威も将来性もかなり上」と評価された。開幕後はあっさり打ちこまれ、ヤクルト戦（武山）では1回2点、2回にも2点と先制攻撃にあって、3年先輩の松岡清治に投げ負けている。巨人戦（多摩川）では同期の定岡正二と投げ合ったが、多摩川に1万5000人が集まった日で大観衆を意識してしまい、富田勝に3ラン本塁打を浴び、計5点を献上、回途中で降板してしまった。首脳陣からは「球質が重くていいのだが、配球の組み立てがまだ甘い」と評価されてしまった。秋には韓国遠征のメンバーにも選出されたが、2年目の1976年春のキャンプで肩と肘を痛める。1980年に初登板を果たすが、その後は登板機会がなく1981年限りで現役を引退。
引退後は帰郷して中央化学富沢工場に入る。

## 詳細情報

### 年度別投手成績
| 年 度     | 球 団     | 登 板 | 先 発 | 完 投 | 完 封 | 無 四 球 | 勝 利 | 敗 戦 | セ 丨 ブ | ホ 丨 ル ド | 勝 率 | 打 者 | 投 球 回 | 被 安 打 | 被 本 塁 打 | 与 四 球 | 敬 遠 | 与 死 球 | 奪 三 振 | 暴 投 | ボ 丨 ク | 失 点 | 自 責 点 | 防 御 率 | W H I P |
| --------- | --------- | ----- | ----- | ----- | ----- | -------- | ----- | ----- | -------- | ----------- | ----- | ----- | -------- | -------- | ----------- | -------- | ----- | -------- | -------- | ----- | -------- | ----- | -------- | -------- | ------- |
| 1980      | ロッテ    | 2     | 0     | 0     | 0     | 0        | 0     | 0     | 0        | --          | .000  | 8     | 0.1      | 5        | 1           | 2        | 0     | 0        | 1        | 0     | 0        | 3     | 3        | 81.00    | 70.00   |
| 通算：1年 | 通算：1年 | 2     | 0     | 0     | 0     | 0        | 0     | 0     | 0        | --          | .000  | 8     | 0.1      | 5        | 1           | 2        | 0     | 0        | 1        | 0     | 0        | 3     | 3        | 81.00    | 70.00   |

### 記録
- 初登板：1980年8月14日、対西武ライオンズ後期3回戦（西武ライオンズ球場）、6回裏に2番手として救援登板、1/3回無失点
- 初奪三振：同上、6回裏に大石友好から

### 背番号
- 19 （1975年 - 1977年）
- 48 （1978年 - 1981年）